# لئون نیمچیک
لئون نیمچیک (لهستانی: Leon Stanisław Niemczyk؛ ‏ ۱۵ دسامبر ۱۹۲۳ – ۲۹ نوامبر ۲۰۰۶) بازیگر اهل لهستان بود. 
از فیلم‌هایی که وی در آن نقش داشته است، می‌توان به خون بی‌گناه، سرگذشت استاد تواردوفسکی، گا، گا، درود بر قهرمانان، دام، ورشو، سال ۵۷۰۳،تسبیح انار، پرونده خلبان مارشا، روز هشتم هفته، شوالیه‌های تتونیک، حلقه و رز، وابانک، سفرهای آقای کِـلِـکْسْ، جمهوری امید، پسرها گریه نمی‌کنند، در خوشی و سختی، حوزه استحفاظی ۱۳، قسمت دوم، کنتس کوزل، سیل، نامت را به‌خاطر بسپار، سال‌های شیرین، طریق هستی، ترانه عاشقانه‌ای برای یانوشِک، چهل‌ساله، اجاره‌نشین‌ها، قطار شب، قماری بالاتر از زندگی، جهان به روایت خانواده کیپسکی، چاقو در آب، او-بی، او-با: پایان تمدن، فندق‌شکن، یانا، دست‌نوشته ساراگوسا و یک فاجعه اشاره کرد.